# Artère rectale moyenne
L'artère rectale moyenne (ou artère hémorroïdale moyenne) est une artère systémique de l'abdomen située dans le petit bassin. Elle vascularise le rectum.

## Origine
L'artère rectale moyenne nait du tronc antérieur de l'artère iliaque interne généralement au même niveau que l'artère vésicale inférieure.Elle peut naître d'un tronc commun avec cette dernière.

## Trajet
L'artère rectale moyenne descend en dedans jusqu'au niveau de la partie moyenne de l'ampoule rectale. 
Elle se termine par trois ou quatre branches qui vascularisent le rectum.
Elle donne également pour la femme des rameaux vaginaux qui contribuent à la vascularisation du vagin, et chez l'homme des rameaux prostatiques qui vascularisent la prostate et les vésicules séminales.
L'artère rectale moyenne et ses branches forment de nombreuses anastomoses avec l'artère vésicale inférieure, avec l'artère rectale supérieure et avec l'artère rectale inférieure. Chez la femme, les rameaux vaginaux s'anastomosent avec l'artère vaginale. 